# Jean-André Rixens

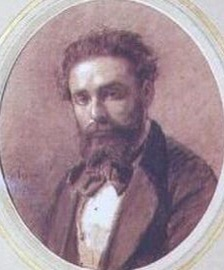
Jean-André Rixens

Jean-André Rixens (Saint-Gaudens, 1846 - Parijs, 21 februari 1925) was een Frans kunstschilder.

## Leven en werk
Rixens studeerde aan de 'École supérieure des beaux-arts de Toulouse'. In 1876 debuteerde hij in de Parijse salon, in 1889 won hij een gouden medaille op de wereldtentoonstelling te Parijs.
Rixens schilderde in een academische stijl, met invloeden vanuit het impressionisme. Hij schilderde portretten en genrewerken, historische werken en taferelen uit het leven van de beau monde. Ook maakte hij diverse werken in de stijl van het oriëntalisme, waarvan De dood van Cleopatra (1869) het meest bekend is. Daarnaast maakte hij naam als muurschilder en maakte grote decoraties voor het Capitool te Toulouse en het Hôtel de ville te Parijs.
Rixens doceerde aan de Académie Colarossi. Hij werd in 1900 benoemd tot ridder in het Legioen van Eer. Hij overleed in 1925.

## Galerij

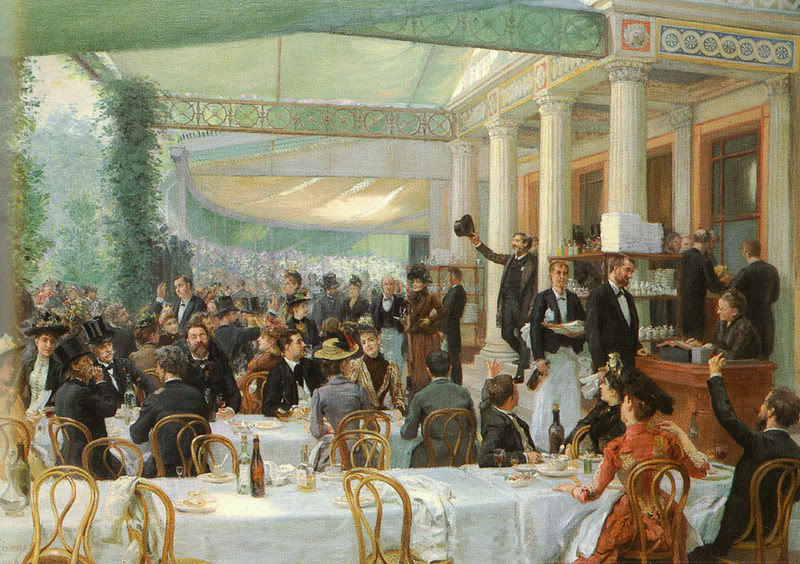
Ontbijt in de salon
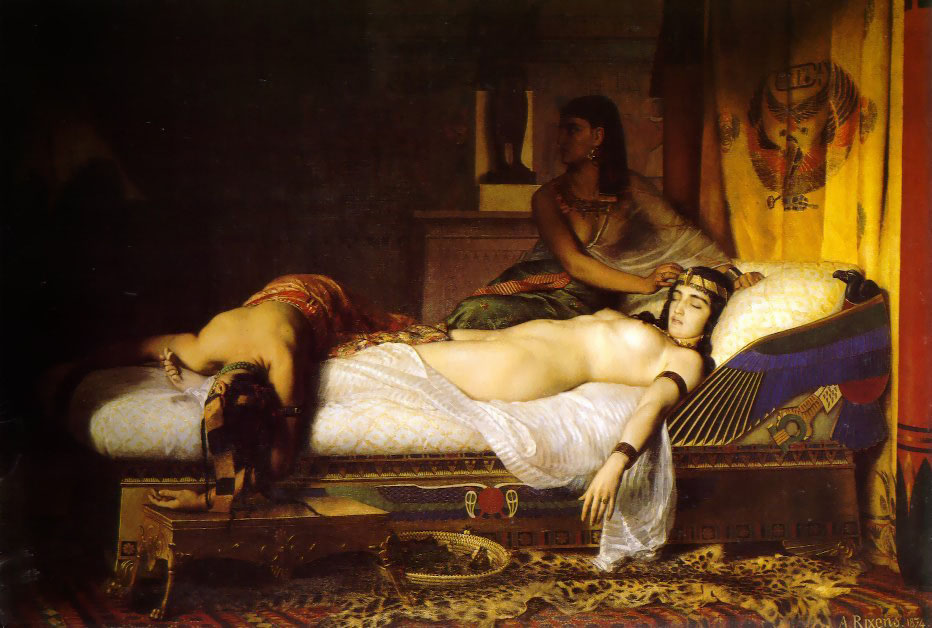
De dood van Cleopatra
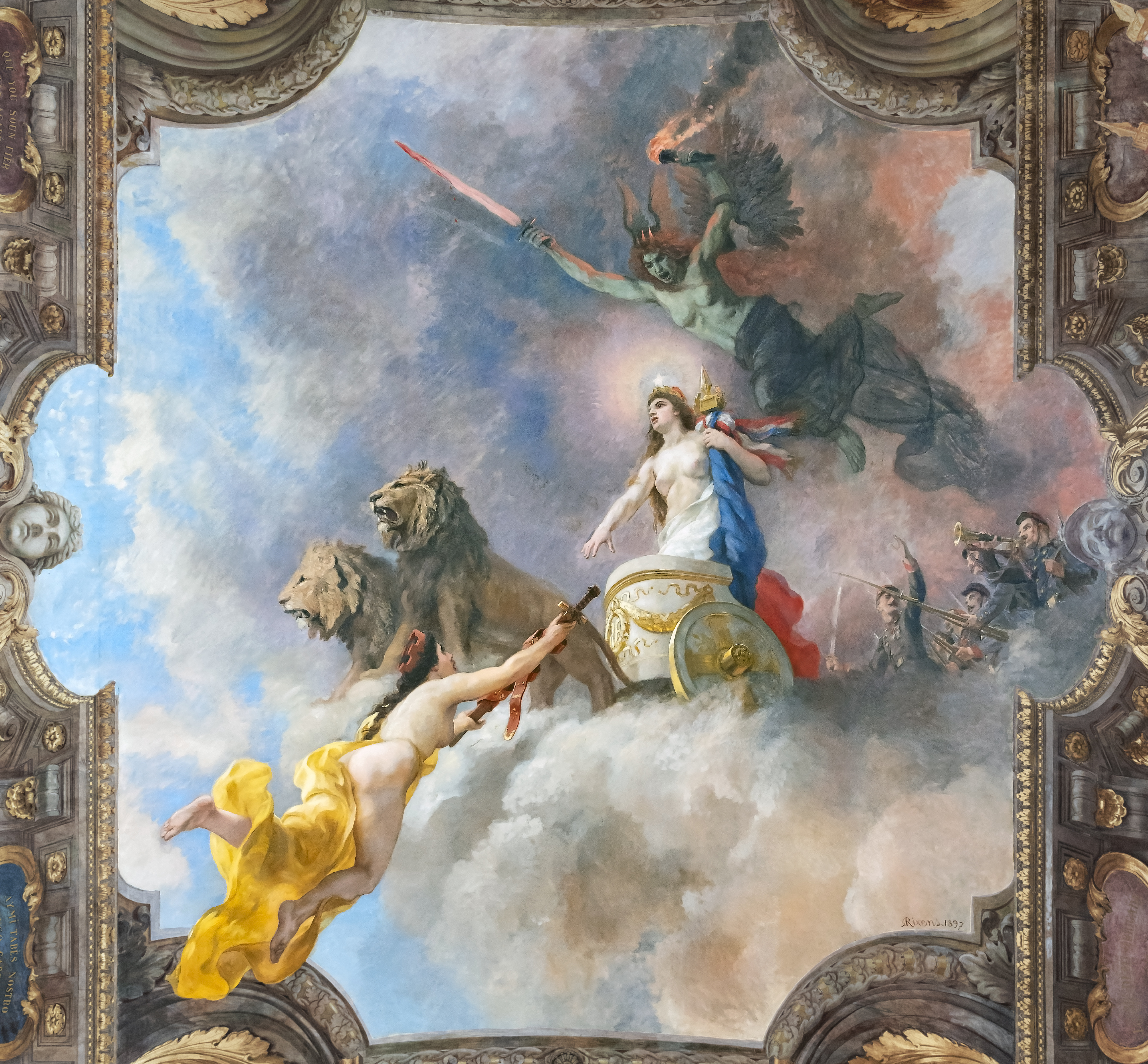
Decoratie Capitool, Toulouse